# Kerstin Nordendahl
Kerstin Maria Nordendahl, född 19 januari 1881 i Borås, död 13 juli 1958 i Stockholm, var en svensk sjuksköterska. Hon var den första sjuksköterskeinspektören vid Medicinalstyrelsen och hade en nyckelroll för utvecklingen av sjukvården och sjuksköterskeyrket i Sverige under 1900-talets första hälft.

## Biografi
Kerstin Nordendahls far var lärare och skolinspektör. Hon växte upp i Borås men flyttade senare till Stockholm. Hennes bror Einar Nordendahl blev ingenjör och även han var bosatt i Stockholm. Syskonen ska ha stått varandra nära och delat bostad i huvudstaden. 
Kerstin Nordendahl fick, för att vara flicka, en för sin samtid mycket god utbildning. Efter att ha avslutat studierna vid Nya Elementarläroverket för flickor i Göteborg 1899 fortsatte hon med kurser i huslig ekonomi och slöjd, möjligen med ambitionen att bli lärare. År 1902 bytte hon dock bana och började en sjuksköterskekurs vid Sahlgrenska sjukhuset i Göteborg. Därefter genomgick hon också Sophiahemmets sjuksköterskeskola i Stockholm, en av de främsta utbildningarna i Sverige. Även efter utbildningen var Sophiasystrarna knutna till Sophiahemmet, men villkoren var stränga och Kerstin Nordendahl övergick därför, efter några år, till Röda korset. Hon arbetade som avdelningssköterska vid Sabbatsbergs sjukhus i Stockholm, vidareutbildade sig, handledde elever och tjänstgjorde också internationellt, till exempel i Grekland 1913 under Balkankriget. Kerstin Nordendahl var ogift. Före 1939 var giftermål skäl för avsked för kvinnor i statlig tjänst.
Den expanderande sjukvården, främst vid sjukhus runt om i landet, behövde alltmer kunnig arbetskraft och sjuksköterskeskolorna kom därför i blickpunkten. År 1910 bildade en grupp välutbildade sjuksköterskor i Stockholm Svensk sjuksköterskeförening (SSF). Föreningen vann snabbt gehör för ett av sina främsta krav: en statlig reglering och kontroll av sjuksköterskeutbildningen. Kerstin Nordendahl utsågs till den första sjuksköterskeinspektrisen vid Medicinalstyrelsen med uppgift att kontrollera sjuksköterskeskolorna och deras verksamhet samt den kvinnliga sjukvårdspersonalens arbetsförhållanden. Detta arbete kom hon att inneha från 1920 till sin pensionering 1944. Under sin tid på Medicinalstyrelsen skulle hon komma att medverka i och påverka genomförandet av en rad socialpolitiska reformer inom hälso- och sjukvården. Under andra världskriget ansvarade hon också för organiseringen av sjuksköterskor till krigssjukvården.
Till Kerstin Nordendahls mest genomgripande insatser hör formaliseringen av sjuksköterskeutbildningen som skedde stegvis under hennes period som inspektris. Kraven på kunskap, såväl teoretisk som praktisk, skärptes. Efter Medicinalstyrelsens inspektioner under 1920-talet stängdes också flera sjuksköterskeskolor runt om i landet. Den svenska sjuksköterskekåren blev relativt liten, men välutbildad. Kerstin Nordendahl verkade också för att staten skulle ta ansvar för sjuksköterskeutbildningen, för att modernisera utbildningen och för att utveckla pedagogiken.
Kerstin Nordendahl var under många år djupt engagerad i distriktssköterskeutbildningen och även för tillkomsten av Statens sjuksköterskeskola 1939. Förebyggande hälsovård var hon tidigt intresserad av. Den kvinnliga sjukvårdspersonalens arbetsförhållanden var emellertid svåra att förändra. Medicinalstyrelsen kunde endast ge rekommendationer till arbetsgivarna, till exempel när det gällde de långa arbetstiderna inom vården. Sjuksköterskekåren var också delad i fråga om löner och arbetstider. SSF splittrades 1933 på grund av olika uppfattningar om huruvida arbetstiden för sjuksköterskor skulle regleras eller inte.
Kerstin Nordendahl arbetade hela tiden nära SSF, både för att genomföra olika reformer och för att få nya idéer. Hon hade också ett omfattande kontaktnät bland sjuksköterskor runt om i landet. Även internationellt var hon engagerad i sjuksköterskefrågor. Hon genomförde flera studieresor, bland annat till England och USA. År 1947 tilldelades hon av Internationella Rödakorskommittén (ICRC) den prestigefulla utmärkelsen Florence Nightingale-medaljen.
Kerstin Nordendahl dog 1958 och är begravd på S:ta Birgittas griftegård i Borås.